# ژئودزیک
در ریاضیات و به خصوص هندسهٔ دیفرانسیل، یک ژئودزیک (به انگلیسی: Geodesic) تعمیمی از مفهوم خط مستقیم به روی خمینه‌ها است. در حضور یک اتصال افاین، به صورت منحنی‌هایی تعریف می‌شوند که بردار مماس آن‌ها در صورت ترانهاده شدن، موازی باقی بمانند. اگر این اتصال، اتصال لوی-چیویتا ایجاد شده توسط متریک ریمان باشد٬ آن‌گاه ژئودزیک‌ها (به صورت محلی) کوتاه‌ترین مسیر بین نقاط در فضا هستند.
واژهٔ ژئودزیک از ژئودزی، دانش اندازه‌گیری اندازه و شکل زمین برگرفته شده‌است. در ابتدا منظور از یک ژئودزیک، کوتاه‌ترین مسیر بین دو نقطه روی سطح زمین، یعنی قسمتی از یک دایرهٔ عظیمه بود. اما بعدها این واژه تعمیم داده شد تا اندازه‌گیری‌ها در فضاهای ریاضیاتی عمومی‌تری را نیز شامل شود. برای مثال در نظریهٔ گراف می‌توان از ژئودزیک بین دو رأس از یک گراف صحبت کرد.

## هندسه متریک
در هندسه متریک یک ژئودزیک خمی است که که در همه‌جا به صورت محلی یک کمینه کنندهٔ فاصله است.به‌طور دقیق‌تر یک خم γ: I → M  از بازهٔ  I روی اعداد حقیقی به فضای متریک M  یک ژئودزیک  است اگر یک ثابت v ≥ 0 یافت شود به‌طوری‌که برای هر t ∈ I یک همسایگی J از t در I وجود دارد به‌طوری‌که برای هر t1, t2 ∈ J داشته باشیم:
{\displaystyle d(\gamma (t_{1}),\gamma (t_{2}))=v|t_{1}-t_{2}|.\,}
این رابطه ٬ ژئودزیک را به خمینه‌های ریمانی تعمیم می‌دهد. اما در هندسه متریک معمولاً v = 1 است و بنابراین:
{\displaystyle d(\gamma (t_{1}),\gamma (t_{2}))=|t_{1}-t_{2}|.\,}
اگر این تساوی آخر برای همهٔ t1   , t2 ∈Iبرقرار باشد ژئودزیک را یک ژئودزیک کمینه‌کننده یا کوتاه‌ترین مسیر می‌نامند.

## هندسه ریمانی
در یک خمینه ریمانی  M'  با تنسور متریک g ٬  طول یک هم پیوسته مشتق‌پذیر  γ : [a,b] → M  چنین تعریف می‌شود:
{\displaystyle L(\gamma )=\int _{a}^{b}{\sqrt {g_{\gamma (t)}({\dot {\gamma }}(t),{\dot {\gamma }}(t))}}\,dt.}
فاصله (d(p, q بین دو نقطه  p  و q  در  M به صورت اینفیمم طول روی همهٔ خم‌های پیوستهٔ ٬ به صورت تکه‌ای مشتق‌پدیر  γ : [a,b] → M به‌طوری‌که  γ(a) = p   و   γ(b) = q . با این تعریف از فاصله٬ ژئودزیک‌ها در یک خمینهٔ ریمانی٬ مسیرهای (به صورت محلی) کمینه کنندهٔ فاصله هستند.( به معنای آورده شده در بالا)
خم‌های کمینه کنندهٔ L در یک مجموعه باز M را می‌توان با روش‌های حساب وردش‌ها یافت. معمولاً تابعی انرژی یا کار زیر را تعریف می‌کنند:
{\displaystyle E(\gamma )={\frac {1}{2}}\int g_{\gamma (t)}({\dot {\gamma }}(t),{\dot {\gamma }}(t))\,dt.}
حال کافیست که تابعی E را کمینه کنیم.براساس نابرابری کوشی-شوارتز :
{\displaystyle L(\gamma )^{2}\leq 2(b-a)E(\gamma )}
که شرط تساوی تنها و تنها در صورت ثابت بودن |dγ/dt| رخ می‌دهد.
حال معادلات حرکت اویلر-لاگرانژ برای تابعی E در مختصات محلی چنین می‌شوند:
{\displaystyle {\frac {d^{2}x^{\lambda }}{dt^{2}}}+\Gamma _{\mu \nu }^{\lambda }{\frac {dx^{\mu }}{dt}}{\frac {dx^{\nu }}{dt}}=0,}
که در آن  {\displaystyle \Gamma _{\mu \nu }^{\lambda }} نمادهای کریستوفل هستند. این معادله٬معادله ژئودزیک است.